# Ligia Stroessner
Eligia Mora Delgado de Stroessner (Itauguá, Paraguai, 26 de dezembro de 1910 - 3 de fevereiro de 2006, Assunção, Paraguai), também conhecida como "ña Eligia", foi primeira-dama do Paraguai, sendo a esposa do ditador Alfredo Stroessner.

## Biografia
Filha de Anastasio Mora e Eloísa Delgado, possuía origens humildes. Com Stroessner teve três filhos: Gustavo, Graciela e Hugo Alfredo, chamado de "Freddy".
Detestava as atividades da vida social, as quais participava por obrigação de seu cargo; preferindo dedicar-se à sua vida familiar e ao seu jardim na mansão Mburuvicha Róga (residência presidencial). Também teve que suportar as infidelidades constantes de seu marido. Pelo contraste de seu carácter com o de seu marido, algumas pessoas buscavam "ña Eligia" para que esta interviesse com o ditador.
Após a queda da ditadura, Ligia acompanhou o marido ao exílio em Brasília. Mais tarde, viveu em Miami até retornar ao Paraguai com seus filhos Graciela e Freddy, deixando seu marido e seu filho Gustavo no exílio no Brasil. Faleceu no Hospital Americano de Assunção com a idade de 95 anos, no mesmo dia que se completou dezessete anos do golpe de Estado que pôs fim a ditadura de Stroessner. Seu marido morreria seis meses depois.